# Église Santi Pietro e Paolo d'Itala
L'église Santi Pietro e Paolo (Saint-Pierre et Saint-Paul) est une église située à Itala en Sicile.

## Historique
Cette église basilienne est construite à partir de 1092 près du lit de la rivière Itàla, sur ordre de Roger Ier de Sicile, par l'abbé Gérasime, après une victoire de Normands sur les Arabes auxquels le comte retirent les possessions d'Ali, Itàla et Elucepite au profit de moines suivant la Règle de saint Basile. Elle est peut-être la première église bal 
L'acte de donation précise l'indépendance de l'abbaye vis-à-vis d'un évêque ou archevêque et de tout autre communauté religieuse. En 1131, le monastère et son église sont placés sous la dépendance du Monastère archimandrite du Saint-Sauveur de Messine mais son autocéphalie est affirmée en 1133. 
Frédéric III accorde le titre de baron d'Ali et d'Itala aux abbés du monastère, qui obtiennent également le droit de choisir les magistrats, de percevoir des taxes. Ils occupent le seizième siège au Parlement sicilien. 
Des superstructures baroques sont ajoutées au XVIIIe siècle. Elle est restaurée en 1930 avec la reconstruction de certaines parties détruites. 

## Architecture
L'église suit un plan basilical à trois nefs et trois absides. Elle est peut-être la première à adopter ce plan en Sicile normande. 
Le chœur est surélevé et couronné par une coupole. 
Les murs extérieurs de briques polychromes et de pierre naturelle sont ornés d’arcs entrecroisés trilobés. Le double linteau de la porte d'entrée à deux battants est coiffé par une double voussure.
Elle a subi des restaurations hasardeuses